# Isidore de Lara
Isidore de Lara (Londres, Regne Unit, 9 d'agost de 1858 - París, Illa de França, 2 de setembre de 1935) fou un compositor anglès.
Estudia música a Milà, traslladant-se més tard a Londres, on es dedicà primer a l'ensenyança del cant i després a la composició de melodies. El 1892 feu executar a Londres l'oratori La llum d'Àsia, que fou transformada en òpera pel mateix autor.
Va escriure a més les òperes següents:
- Amy Robsart, (Londres, 1893)
- Moina, estrenada a (Montecarlo, 1899).
- El despertar de Buda, (Gant, 1904).
- Sauga, (Niça, 1906),
- Solea,
- Le voilter blanc, estrenada a (Budapest el maig de 1933).
- Nail, París, 1911,
- Les trois Masques, (Marsella, Cannes, 1921),

## Anàlisi tècnica
La música d'aquest compositor està fortament influïda per l'estil de Massenet i Bizet. La idea melòdica és fàcil (a voltes en excés), el que li va assegurar el favor constant dels auditoris poc exigents, abundant en totes les òperes els efectes vocals i d'orquestra característics de l'època meyerberiana. Durant la Primera Guerra Mundial dirigí a Londres nombrosos concerts d'orquestra i de cambra, consagrats especialment als compositors anglesos.